# Beau (film)
Beau è un cortometraggio del 2011 scritto e diretto da Ari Aster.

## Trama
Un uomo di mezza età è intento a lasciare casa sua con una valigia per visitare sua madre, ma in un attimo di distrazione gli vengono misteriosamente rubate le chiavi dell'appartamento, iniziando così un terribile incubo.

## Produzione
Il cortometraggio è stato prodotto da Alejandro De Leon per Faux Beef Productions, produttore e casa di produzione già familiari al regista. Tutto il progetto è stato girato un'unica giornata.

## Il film
Ari Aster ha basato su questo cortometraggio il film del 2023 Beau ha paura.